# گاه، چکوال
گاه (به انگلیسی: Gah) یک منطقهٔ مسکونی در پاکستان است که در پنجاب واقع شده‌است.